# Umbyquyra palmarum
Umbyquyra palmarum is een spinnensoort uit de familie van de vogelspinnen (Theraphosidae). De wetenschappelijke naam van de soort werd voor het eerst geldig gepubliceerd in 1945 door Schiapelli en Gerschman als Cyrtopholis palmarum.
De soort komt voor in Brazilië.